# 検索技術者検定
検索技術者検定（けんさくぎじゅつしゃけんてい）は、一般社団法人情報科学技術協会（INFOSTA）が実施する情報検索の技術検定。略称は「検索検定」。英文表記は「Qualifying Examination for Information Specialist」。

## 概要
企業、大学、組織等において、研究開発やマーケティング、企画等のビジネスシーンで必要とされる信頼性の高い情報を入手して活用できる専門家を認定する。これらの高度なスキルを持った人材は、企業、大学等の情報管理部門で情報調査の支援や利用者教育、情報分析と提供などの業務を担う「情報プロフェッショナル（インフォプロ）」（情報に関する専門家）を認定する検定試験。情報プロフェッショナルには、各種組織の情報管理部門での情報調査の支援、情報の分析・提供、利用者教育などが期待される。試験のグレードは1級、2級、準2級、3級となっている。進展する情報通信技術（ICT）社会に対応するべく、2024年度に試験精度・実施方法が見直された。

### 1級
想定される対象者は、各種組織において情報検索業務に従事し、実務経験が豊富な⼈、情報活動に関する⾼い知識とスキルを有する上級情報担当者など。受験にあたっては、検索技術者検定2級（情報検索応⽤能⼒試験2級、データベース検索技術者認定試験2級含む）合格していることが条件となる。
試験では、2級試験範囲の専門知識とスキルを取得できていることを前提に、マネジメント・スキル、 ユーザー教育、指導育成力、部門間調整力、問題解決力、プレゼンテーション能力などが問われる。
１級一次試験は2023年度まで筆記による解答方式だったが、2024年度から試験方法が筆記方式から会場型CBT方式に、解答方式が論文式から記述式に変更となった。１級二次の試験方法等に変更はない。

### 2級・準2級
想定される対象者は、組織で情報検索業務に従事している人、自身のために情報収集活動を実施している人、大学等で情報活用についての授業を履修した人、図書館員など。
試験では、情報検索の情報源、データベース、検索システム、具体的な検索技術に加え、情報要求者とのコミュニケーション能力、問題解決に関する知識などが問われる。
2級は、2023年度までは筆記による解答方式だったが、2024年度から筆記方式から会場型CBT方式に変更になった。また、準2級が新設された。準2級は従来の「2級前半試験」に相当し、合格すると2級試験の受験資格が得られる。なお、2024年度以降の2級合格者は、2023年度以前の検索技術者検定2級と同資格とみなされる。

### 3級
想定される対象者は、一般の社会人や情報関係の授業を履修した大学生・専門学校生、図書館員など。
試験では、情報調査のリテラシー能力を検定する。『検索スキルをみがく 第3版: 検索技術者検定3級 公式テキスト』を勉強することで、合格に必要な知識を身に付けることができる。
3級は1993年から実施が始まり、毎年400人以上が受験する。2013年までは「情報検索基礎能力試験」として実施されたが、情報調査環境の変化に伴い、出題範囲を見直すとともに名称も変更された。また、2020年から会場型CBT形式に移行された。

### 実施時期と場所
1級一次、2級、準2級は2024年度から会場型CBT（Computer Based Testing:コンピュータ画面に表示された問題に解答する）方式に変更された。実施期間について１級一次試験は年1回の指定された2日間のうちいずれか1日を選択する。2級は10月から翌年1月の間で複数日を設定するうちの1日を選択する。準2級は11月から翌年1月の約3ヶ月、期間内に何回でも受験可能。2023年度以前は毎年11月末の日曜日に、札幌、東京、名古屋、大阪、福岡などで行われていた。
3級は2020年から会場型CBT（Computer Based Testing:コンピュータ画面に表示された問題に解答する）方式に変更された。実施期間は約6ヶ月、期間内に何回でも受験可能。

## 沿革
1985年～データベース検索技術者認定試験
1985年、同協会の前身である社団法人日本ドクメンテーション協会がデータベース検索技術者認定試験2級として実施。翌1986年には1級を開始、1989年に科学技術庁（当時）の認定試験（2000年まで）となる。
1993年からは基礎的知識を試すものとして「情報検索基礎能力試験」を開始。
2003年～情報検索応用能力試験
2003年、検索技術や通信技術等の発展に伴い、「情報検索応用能力試験1級、2級」に改称
2014年～検索技術者検定
2014年、出題範囲及び名称を見直して「検索技術者検定」とし、情報検索基礎能力試験を3級に変更、段階的に受験できるようにした。翌2015年には試験30周年を迎えた。
2020年は3級試験を会場型CBT（Computer Based Testing）形式に移行した。
2024年、1級一次および2級は、2023年度までは筆記による解答方式だったが、2024年度から3級と同様に１級一次、2級試験を会場型CBT（Computer Based Testing）形式に移行し、試験制度を変更した。会場型CBT方式への変更を機に準2級を新設した。準2級は従来の「2級前半試験」に相当し、合格すると2級試験の受験資格が得られる。2級は合格すると2023年度までの｢検索技術者検定｣2級と同じ資格が得られる。1級一次は試験内容が論文試験から記述式試験に変更となる。1級二次の試験方法に変更はない。

## 公式テキスト
- 2級用:『プロの検索テクニック 第3版 - 検索技術者検定 準2級・2級 公式推奨参考書 - 』（情報科学技術協会監修、樹村房、2024年）
- 3級用:『検索スキルをみがく 第3版: 検索技術者検定3級 公式テキスト』（情報科学技術協会監修、樹村房、2024年）

旧テキスト
- 2級用:『プロの検索テクニック 第2版 - 検索技術者検定2級 公式推奨参考書 - 』（情報科学技術協会監修、樹村房、2020年）
- 2級用『情報検索の知識と技術 - 応用編 -』 （時実象一ほか編、情報科学技術協会、2015年）
- 3級用『情報検索の知識と技術 - 基礎編 -　検索技術者検定3級対応テキスト』（吉井隆明編著、情報科学技術協会、2015年）
  - ←基礎用『情報検索の基礎知識 新版』（情報科学技術協会編・発行、2010年）

## 合格者団体
合格者の会として、サーチャーの会（東日本）、インフォ・スペシャリスト交流会(IS Forum)（西日本）があり、それぞれ30年以上活動している。会員は弁理士や企業の特許部門、図書館関係者が多い。